# Samekh
Samekh是许多闪米特字母表中的第十五个字母，包括腓尼基字母、希伯来字母‎及亚兰字母，发音为/s/。
在阿拉伯字母表中并没有相应的字母。发/s/的阿拉伯字母是源自腓尼基字母而来的，并取代了Samekh在阿拉伯传统字母表中的位置。
腓尼基字母还演变为了希腊字母Ξ、西里尔字母Ѯ。